# Coleophora patzaki
Coleophora patzaki é uma espécie de mariposa do gênero Coleophora pertencente à família Coleophoridae.